# 第14潜水戦隊 (ドイツ海軍)
第14潜水戦隊（独: 14. Unterseebootflottille 英: 14th U-boat flotilla）とは、ドイツ海軍Uボートによる潜水艦隊（群）である。
1941年、ノルウェーナルヴィクにおいてヘルムート・メールマン大尉の元に設立。1945年、ドイツ降伏のため解隊。

## 母港
- 1944年12月 - 1945年5月 ナルヴィク

## 指揮官
| 指揮官                 | 期間                   |
| ---------------------- | ---------------------- |
| ヘルムート・メールマン | 1944年12月 - 1945年5月 |

## 所属艦
| - U 294 - U 295 - U 299 - U 318 - U 427 - U 716 - U 995 - U 997 |